# سفرنامه ماژلان
سفرنامه ماژلان نام یک کتاب ادبی است که توسط آنتونیو پیگافتا، نویسندهٔ اهل ایتالیا نوشته شده‌است.
آنتونیو پیگافتا بیست سال بیش نداشت که نقشه‌کش فردیناند ماژلان شد. اصل این کتاب در کتابخانه‌ای در واتیکان نگهداری می‌شود.